# Allium telmatum
Allium telmatum är en amaryllisväxtart som beskrevs av Bogdanovic, Brullo, Giusso och Cristina Salmeri. Allium telmatum ingår i släktet lökar, och familjen amaryllisväxter.
Artens utbredningsområde är Kroatien. Inga underarter finns listade i Catalogue of Life.